# Famille Orsini
Pour les articles homonymes, voir Orsini.
 (juin 2017).
Si vous disposez d'ouvrages ou d'articles de référence ou si vous connaissez des sites web de qualité traitant du thème abordé ici, merci de compléter l'article en donnant les références utiles à sa vérifiabilité et en les liant à la section « Notes et références ».

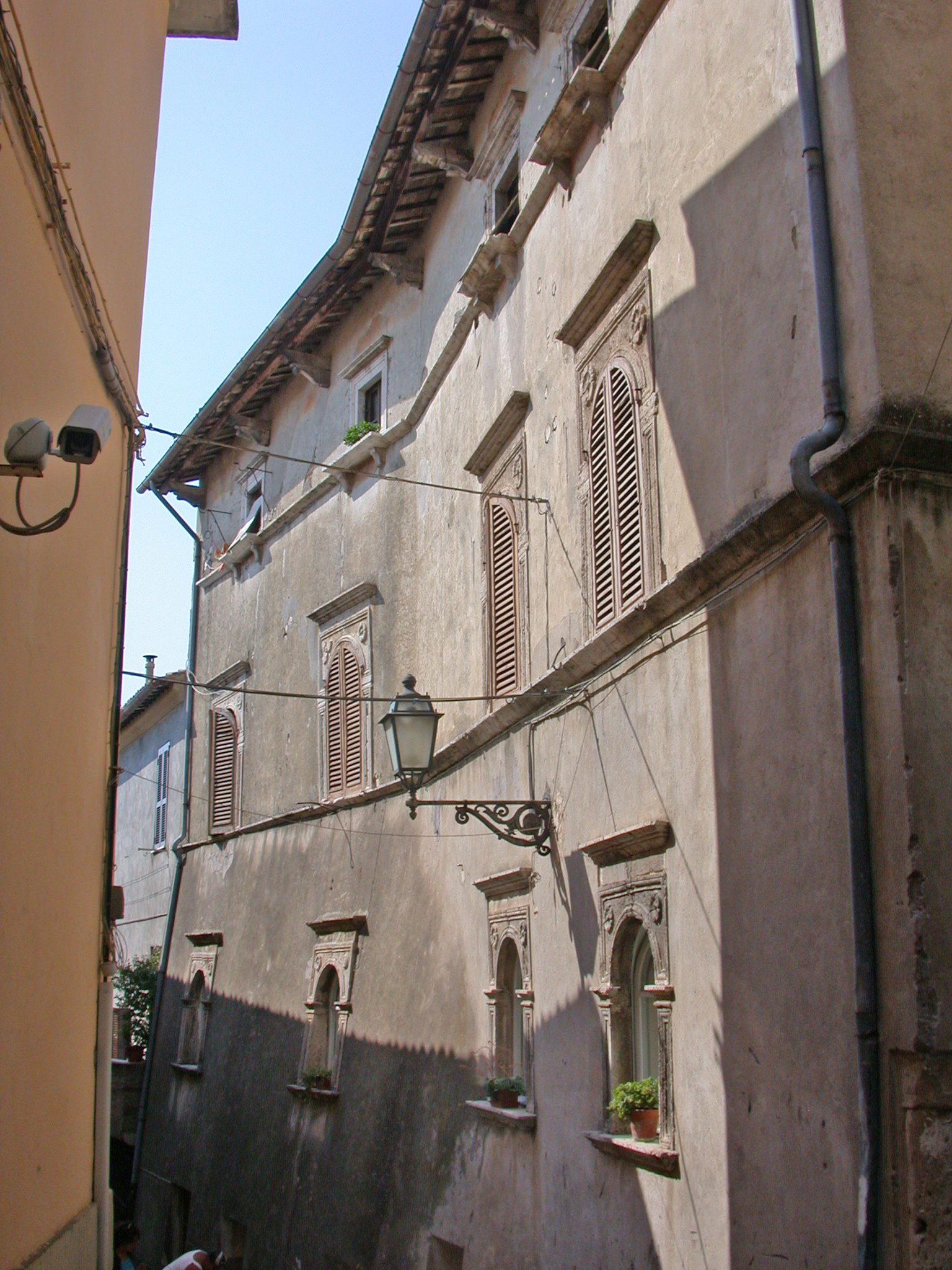
Palazzo Orsini à Fara in Sabina, dans le Nord du Latium, au centre de l'Italie. Les Orsini faisaient partie des familles les plus puissantes d'Italie depuis le Moyen Âge, possédant un grand nombre de fiefs et seigneuries dans le Latium et dans le royaume de Naples.

La famille Orsini (en latin Ursinis et en français «des Ursins ») est l’une des familles princières les plus importantes de l’Italie médiévale et de la Renaissance, propriétaire également de grandes possessions en Hongrie.
Les membres les plus célèbres de cette famille furent les papes Célestin III (1191-1198), Nicolas III (1277-1280) et Benoît XIII (1724-1730). Elle a également donné naissance à de nombreux condottieres et à d’autres figures politiques ou religieuses d’importance.

## Histoire
Le premier membre célèbre de la famille est un Bobone, père de Pietro, lui-même père de Giacinto de Boboni (1110-1198), qui devient pape sous le nom de Célestin III en 1191.
Comptant parmi les premiers papes népotistes, il ordonne cardinaux deux de ses neveux et permet à son cousin Giovanni Gaetano (Giangaetano, mort en 1232) d'acheter les fiefs de Vicovaro, de Licenza, de Roccagiovine et de Nettuno, qui forment le noyau de la future puissance territoriale de la famille.
Le nom de famille de Boboni disparaît avec ses enfants, qui s’appellent de domo filiorum Ursi. Deux d'entre eux, Napoleone et Matteo Rosso (1178-1246) augmentent considérablement le prestige de la famille. Le premier est le fondateur de la première lignée méridionale, qui disparaît avec Camillo Pardo en 1553. Il obtient la ville de Manoppello, devenue plus tard un comté, et est gonfalonnier papal.

### Matteo Rosso, Le Grand
Matteo Rosso, dit « le Grand », est le véritable maître de Rome depuis 1241, lorsqu'il vainc les troupes impériales, jusqu'à 1243, quand il est sénateur. Deux de ses fils et Napoleone sont également sénateurs. Matteo évince les rivaux traditionnels, les Colonna, et prolonge au sud les territoires des Ursinis jusqu'à Avellino et au nord jusqu'à Pitigliano. Pendant sa vie, la famille entre fermement dans le clan des Guelfes. Il a eu environ dix fils, qui se sont divisés ses fiefs après sa mort :
- Gentile (mort en 1246), à l'origine de la lignée Pitigliano et de la deuxième lignée méridionale ;
- Rinaldo, à l'origine de la lignée Monterotondo ;
- Napoleone (mort en 1267), à l'origine de la lignée Bracciano ;
- un autre Mateo Rosso, à l'origine de la lignée Montegiordano, du nom du quartier de Rome où se trouve la forteresse familiale.

Cependant, le plus connu de ses fils est Giovanni Gaetano (mort en 1280) élu pape sous le nom de Nicolas III. Celui-ci nomme son neveu Bertoldo (mort en 1289) comte de Romagne et ordonne cardinaux deux neveux et l'un de ses frères.

Armoiries du pape Nicolas III.

```
 
Matteo Rosso
, « le Grand » (1178-1246), noble romain, seigneur de 
Vicovaro
, 
Licenza
, 
Bardella
, 
Cantalupo
, 
Roccagiovine
, 
 │ 
Galera
, 
Fornello
, 
Castel Sant'Angelo
 di 
Tivoli
, 
Nettuno
, 
Civitella
, 
Bomarzo
, 
San Polo
 et 
Castelfoglia
, 
 │     seigneur de 
Nerola
 (1235); seigneur de 
Mugnano
, 
Santangelo
 et 
Monterotondo
; Sénateur de 
Rome
 (1241-1243). 
 │ ∞ (1) Perna, fille de Giovanni di Crescenzio Caetani  
 │ ∞ (2) Gemma, fille héritière d'Oddone Monticelli, seigneur de Civitella 
 │ ∞ (3) Giovanna dell’Aquila, fille probable de Ruggero, comte de 
Fondi
, et 
nièce de saint 
Thomas d'Aquin
[
réf.
 
nécessaire
]

 │
 ├─>(ex 1) Giovanni Gaetano (+ 1280), sénateur de Rome (1241-1243), élu pape 
Nicolas III
 (1275) 
 │
 ├─>(ex 1) 
Giordano
 (+ 1287), cardinal (1278)
 │
 ├─>(ex 1) Gentile (+ 1246), seigneur de Mugnano, Penna, Nettuno et Pitigliano ──>
deuxième lignée mériodionale

 │    ∞ Costanza 
 │
 ├─>(ex 1) Matteo Rosso dit 
de Montegiordano
 (+ 1282), sénateur de Rome (1279), Podestat de Sienne (1281). 
 │
 ├─>(ex 1) Napoleone (+ post 1262), ──>
lignée Bracciano
 
 │
 ├─>(ex 1°) Rinaldo (+ post 1267/1286), ──>
lignée Monterotondo
 
 │
 ├─>(ex 1°) Mabilia (+ Perugia 1294), noble romain 
 │ ∞ Angelo Malabranca, noble romain 
 │
 ├─>(ex 3°) Riccardo (+ post 1304), noble romain 
 │
 ├─>Mariola, noble romain 
 │ ∞ Scipione de’ Stinchi, seigneur de Trevignano 
 │
 ├─>Ruggero, noble romain   
 │
 └─>Giacomo, noble romain, chanoine.
```

## Armes

Armoiries de la famille Orsini.

Les Orsini portent :
bandé d’argent et de gueules au chef du premier chargé d’une rose du second.

## Les autres lignées Orsini

### La deuxième lignée méridionale
La montée en puissance des Ursinis ne s'arrête pas à la mort de Nicolas III. Le fils de Bertoldo, Gentile II (1250-1318), est deux fois sénateur de Rome, podestat de Viterbe, et à partir de 1314, Gran Giustiziere (« Grand Justicier ») du royaume de Naples. Il se marie à Clarice Ruffo, fille des comtes de Catanzaro, formant ainsi une alliance avec la plus puissante dynastie calabraise. Son fils Romano (1268-1327), surnommé Romanello, est vicaire royal de Rome en 1326, et hérite des comtés de Nola et de Soana grâce à son mariage avec Anastace de Montfort, comtesse de Nola et Soana, petite-fille d'Aliénor d'Angleterre. La position de Romano est résolument guelfe. Après sa mort, ses deux fils divisent ses fiefs, formant la lignée Pitigliano et la deuxième lignée méridionale.
Roberto (1295-1345), fils aîné de Romano/Romanello, se maria avec Sibilla/Sveva del Balzo (des Baux d'Orange) di Soleto, fille de Ugone, grand-sénéchal du royaume de Naples : d'où les Orsini des Baux (del Balzo) (it). Parmi ses enfants, Giacomo (mort en 1379) fut ordonné cardinal par Grégoire XI en 1371, alors que Nicola (1331-1399) obtint les comtés d'Ariano et de Celano. Il fut également sénateur de Rome et augmenta les territoires familiaux dans le Latium et en Toscane. Le second fils de Nicola, Raimond/Raimondello Orsini del Balzo di Soleto, époux de Marie d'Enghien de Lecce, appuya le coup d'État de Charles III à Naples contre la reine Jeanne Ire. Sous le roi Ladislas, fils de Charles III, il fut parmi les quelques Napolitains qui purent conserver leur pouvoir territorial après la guerre royale contre eux. Cependant, à sa mort en 1406 les fiefs méridionaux des Orsini del Balzo furent confisqués. Les relations avec la famille royale restèrent froides sous Jeanne II, sœur de Ladislas ; cependant lorsque le fils de Raimondello, Giannantonio (1386-1463) envoya ses troupes pour l'aider contre la tentative d'usurpation de Jacques de Bourbon, il reçut en échange la Principauté de Tarente, comme son père en 1399 du roi Ladislas.
Les liens avec la cour se renforcèrent sous Giovanni Caracciolo, favori de Jeanne et grand-sénéchal. L'un des jeunes frères de Giannantonio épousa l'une des filles de Caracciolo. Cependant, les Ursinis changèrent de parti lorsque Alphonse V d'Aragon commença sa conquête du royaume de Naples, en 1442. Giannantonio gagna le duché de Bari, la position de Grand-connétable et une rémunération de 100 000 ducats. Giannantonio resta fidèle à l'héritier d'Alphonse, Ferdinand Ier, mais fut tué au cours d'une révolte de nobles. Mort sans fils légitime, beaucoup de ses possessions furent reprises par Ferdinand, son neveu par alliance (en tant qu'époux d'Isabelle de Clermont, princesse de Tarente, fille de Catherine Orsini del Balzo).

### La lignée Pitigliano
Cette lignée commença avec Guido Ursinis, second fils de Romano, qui hérita du comté de Soana. Lui et ses descendants gouvernèrent les fiefs de Soana, Pitigliano et Nola, mais au début du XVe siècle des guerres contre la république de Sienne et contre les Colonna provoquèrent la perte de plusieurs territoires. Bertoldo (mort en 1417), dont la fille Giovanna épouse en 1397 Biordo Michelotti, réussit seulement à conserver Pitigliano, alors que son petit-fils Orso (mort en juillet 1479) fut comte de Nola et combattit comme condottiere sous les ordres du duc de Milan et de la république de Venise. Il se mit ensuite au service de Ferdinand Ier de Naples. N'ayant pas pris part à la conjuration des Barons, il reçut les fiefs d'Ascoli et d'Atripalda. Il prit part à la campagne aragonaise en Toscane et fut tué durant le siège de Viterbe.
Le représentant le plus significatif de la lignée fut Niccolò, l'un des condottieres les plus importants de l'époque. Son fils Ludovico (mort en 1534) et son neveu Enrico (mort en 1528) prirent part aux guerres d'Italie, au service de la France ou de l'Espagne, changeant souvent de bord avec l'aisance typique des chefs militaires italiens de l'époque. Deux des filles de Ludovico se marièrent avec des personnages importants: Geronima avec Pier Luigi Farnese, fils illégitime du pape Paul III, et Marzia à Gian Giacomo Medici de Marignano, un important général de l'armée espagnole.
La lignée commença à décliner lors de la perte de Nola par Ludovico, qui fut également obligé d'accepter la suzeraineté de Sienne sur Pitigliano. Sous son fils Giovan Francesco (mort en 1567), le comté entra dans la sphère d'influence du duc de Toscane. Plus tard, la tentative d'Alessandro (mort en 1604) d'obtenir le titre de Monterotondo fut repoussée par le pape Grégoire XIII. Son fils Giannantonio (1569-1613) vendit définitivement Pitigliano à la Toscane, en échange du marquisat de Monte San Savino. La lignée s'éteint en 1640 (mort d'Alessandro).
```
Guido
 († 1348), 
1
er
 
comte
 de Pitigliano et Soana,
 │ ∞ Agostina, fille de Gherardo I della Gherardesca, comte de Donoratico et d'Adelasia 
 │
 └─>
Aldobrandino
 († 6-5-1384), 
2
e
 
comte
 de Pitigliano et Soana, 
     │ ∞ Marsobilia, fille du Comte Palatino Benedetto Gaetani 
     │
     └─>
Bertoldo
 († 1417), 
3
e
 
comte
 de Pitigliano (perd Soana et acquiert Proceno en 1410), 
         │ ∞ Agnese, fille de Pietro, comte de l’Anguillara
         │
         ├─>Guido († 1430), renonce à la succession
         │
         └─>
Niccolò I
 († 1425), 
4
e
 
comte
 de Pitigliano, 
             │ ∞ Luigia Orsini, fille présumée de Giulio comte de Soana, ou de Guidone comte dell’Anguillara 
             │
             └─>
Aldobrandino II
 († 1472), 
5
e
 
comte
 de Pitigliano,
                 │ ∞ Bartolomea, fille de Carlo Orsini, seigneur de Bracciano
                 │
                 ├─>Ludovico († assassiné par Niccolò II en 1465), 
                 │
                 └─>
Niccolò II
 (1442-1510), 
6
e
 
comte
 de Pitigliano et de Nola (en 1485), 
                     │ ∞ Elena Conti, fille de Giacomo des comtes de Montalcino 
                     │
                     └─>
Ludovico
 († 1534), 
7
e
 
comte
 de Pitigliano, 
                         │ ∞ Giulia, fille de Jacopo Conti, noble romain
                         │
                         └─>
Giovan Francesco
 (1510-1567), 
8
e
 
comte
 de Pitigliano, abdique en 1558
                             │ ∞ Donna Ersilia Caetani, fille de Guglielmo 
3
e
 
duc
 de Sermoneta 
                             │
                             └─>
Niccolò III
 (1510-1594), 
9
e
 Comte de Pitigliano,
                                 │ ∞ Livia Orsini, fille de Giovanni Antonio Orsini, comte de Nerola 
                                 │
                                 └─>
Alessandro
 († 1640), 
10
e
 
comte
 de Pitigliano, 
                                     │ ∞ Virginia Orsini, fille d'Enrico Seigneur de Monterotondo 
                                     │
                                     └─>Giannantonio (1569-1613), vend Pitigliano le 9 juin 1604.
```

### La lignée Monterotondo
Cette lignée fut fondée par Rinaldo, troisième fils de Mateo Rosso le Grand. Ses membres furent souvent mêlés aux luttes entre nobles de la fin du Moyen Âge romain. Son fils Napoléon fut cardinal-diacre au titre de Saint-Adrien (1288-1342).  Au moins trois de ses membres furent élus sénateurs, alors que d'autres combattirent comme condottieres. Francesco prit part en 1370 à la guerre de Florence contre les Visconti de Milan. Orso (mort en 1424), tomba en combattant pour le roi de Naples à la bataille de Zagonara contre les Milanais. Ses fils Giacomo (mort en 1482) et Lorenzo (mort en 1452), combattirent pour les États pontificaux, le royaume de Naples et Florence. L'une des filles de Giacomo, Clarisse (v. 1453-1488) devint la femme de Laurent de Médicis, et le fils de celle-ci, Pierre II de Médicis épousa sa cousine Alfonsina Orsini (1472-1520), qui fut la grand-mère de Catherine de Médicis.
Franciotto fut ordonné cardinal par Léon X en 1517.
Le membre le plus important des Monterotondo fut Giovanni Battista, qui devint cardinal sous Sixte IV (1483). Il faisait vraisemblablement partie des organisateurs du complot (Congiura di Magione) manqué contre César Borgia en 1502, et fut assassiné en représailles, avec de nombreux membres de la famille.
La lignée déclina à partir de la fin du XVIe siècle, lorsque plusieurs membres furent assassinés ou perdirent leurs terres pour diverses raisons. Ses derniers représentants, Enrico (mort en 1643) et Francesco (1592-1650) vendirent Monterotondo aux Barberini en 1641.
```
 
Rinaldo
 († 1286), seigneur de 
Monterotondo
 et de 
Marino
,
 │ ∞ Maria, fille de Giovanni Fortebraccio Orsinii;
 │   en secondes noces Ocilenda (selon Caetani, le premier mariage est faux et tous les fils seraient nés d'Ocilenda).
 │
 ├─>...Cardinal 
Napoleone Orsini

 │
 └─>
Matteo
, seigneur de Marino, sénateur romain
     │ ∞ Mataleona
     │
     └─>Orso dit 
Orsello
, seigneur de Monterotondo;
         │ ∞ une cousine au 
4
e
 
degré
 de consanguinité 
         │
         └─>
Giordano
 († 1367), seigneur de Monterotondo, sénateur romain, héritier du cardinal Napoleone Orsini,
             │ ∞ Anastasia Orsini, fille de Roberto, 
2
e
 
comte
 de Nola 
             │
             └─>
Francesco
, seigneur de Monterotondo, sénateur romain
                 │ ∞ (consanguin) Costanza, fille de Nicola degli Aldobrandeschi
                 │
                 ├─>...
                 │
                 └─>
Orso
 († bataille de 
Zagonara
 1424), seigneur de Monterotondo,
                     │ ∞ Lucrezia Conti, fille d'Aldobrandino, seigneur de Valmontone 
                     │
                     └─>
Giacomo (Jacopo
)(† 1482), seigneur de Monterondo,
                         │ ∞ (2) Maddalena Orsini, fille de Carlo, 
6
e
 Comte de Tagliacozzo et Alba
                         │
                         └─>Orso, dit 
Organtino
 († 1510), seigneur de Monterotondo, comte de San Valentino (1485-1498 ; sa sœur 
Clarisse
 est la femme du 
Magnifique
)
                             │ ∞ Costanza Savelli, noble romaine
                             │
                             └─>
Franciotto Orsini
 (1473-1533), seigneur de Monterotondo, comte de San Valentino (vendu en 1507)
                                 │ ∞ Violante Orsini, seigneure de Monteleone, Ornaro, Monte San Giovanni
                                 │
                                 └─>
Ottavio
, seigneur de Monterotondo, istituisce una fidecommesso su Monterotondo il 20-8-1552.
                                     │ ∞ Porzia Orsini, fille de Gentile des Comtes de Pitigliano et Nola
                                     │
                                     ├─>
Francesco
 († 1593), seigneur de Monterotondo, 
                                     │   ∞ Francesca Baglioni, fille de Pirro, seigneur de Castelpiero et Sipicciano
                                     │  
                                     ├─>
Leone Orsini
 († 1564), 
évêque de Fréjus
,

                                     │
                                     └─>
Enrico
 († 1604), 
1
er
 
marquis
 de Stimigliano (1563), seigneur de Monterotondo, 
                                         │      fief déclaré non transmissible et confisqué par la Chambre apostolique.
                                         │ ∞ (1) Giovanna di Capua, fille de Bartolomeo III, 
9
e
 
comte
 d’Altavilla 
                                         │ ∞ (2) Diana Savelli, fille d'Onorio, seigneur de Rignano 
                                         │
                                         └─>
Franciotto
 (1564-1617), fils naturel légitimé par 
Grégoire XIII
 en 1577,
                                             │   ayant obtenu le droit légitime d'être seigneur de Monterotondo 
                                             │ ∞ Camilla Savelli, fille de Camillo des seigneurs d’Ariccia 
                                             │
                                             └─>
Enrico
 († 1643), seigneur de Monterotondo, que le vend aux Barberini (1626)
                                                             pour 
162 450
 écus.
```

### La lignée Bracciano
Napoleone, un autre fils de Matteo Rosso le Grand, reçut Bracciano, Nerola et d'autres terres dans ce qui est maintenant le nord du Latium. Il fut sénateur de Rome en 1259. Grâce à la position stratégique de leurs fiefs, et à leur célèbre château construit à Bracciano en 1426, ils furent la lignée Ursinis la plus puissante du Latium. Le Comte Carlo, fils d'un autre Napoleone (mort en 1480) fut gonfalonnier papal. De son mariage avec Francesca Orsini de Monterotondo naquit Gentile Virgino Ursinis, l'un des personnages politiques italiens les plus importants de la fin du XVe siècle. Après la mort de son père Carlo, il étendit les possessions familiales grâce à des terres héritées de sa femme, une autre Ursinis de Salerne, et surtout il fut parmi les favoris de Ferdinand Ier de Naples, qui le nomma Grand Connétable de Naples. Avec son cousin, le cardinal Giovanni Battista, il faisait partie des opposants les plus acharnés des papes Innocent VIII et Alexandre VI. En 1492 Gentile Virginio acheta le comté d'Anguillara à Franceschetto Cybo.
Durant la campagne de Charles VIII de France en Italie, il parvint à conserver Bracciano en ne l'affrontant pas directement. Ferdinand II de Naples lui confisqua ses fiefs et l'emprisonna au Castel dell'Ovo, où il fut empoisonné en 1497. La famille retrouva de l'importance sous les papes Medicis du début du XVIe siècle avec lesquelles les relations étaient plus amicales. Son fils Giangiordano fut prince assistant du Trône Papal. Son fils Virginio fut un célèbre amiral aux ordres des États pontificaux et de la France, mais ses fiefs lui furent confisqués en 1539 sous l'accusation de trahison.
Paolo Giordano fut nommé premier duc de Bracciano en 1560. Condottiere accompli, il fut également un personnage impitoyable qui fit assassiner sa femme Isabella de Medicis. Pour ses nombreux homicides il dut s'enfuir en Italie du Nord. Virginio Orsini (1572-1615) lui succéda, et son héritier Paolo Giordano II épousa la princesse de Piombino et fut nommé prince du Saint-Empire romain. Son frère Alessandro fut cardinal et légat du pape, et un autre frère, Ferdinando (mort en 1660) acquit les possessions de la lignée de San Gemini. Au XVIIe siècle les ducs de Bracciano déplacèrent leur résidence pour Rome. Ceci, en même temps qu'une décadence économique générale, porta préjudice au duché, et le dernier duc et prince, Flavio (1620-1698), fut obligé de le vendre aux Odescalchi et à d'autres pour payer ses dettes.
```
 
Napoleone II
 (+1282), 
1
er
 
comte
 de Tagliacozzo, seigneur de Vicovaro, Cantalupo, Bardella, et Marcellino; 
 │ ∞ Isabella da Ponte, héritière de Bartolomeo, comte de Tagliacozzo et Castel Marino 
 │
 └─> 
Giacomo
 (+1306), 
2
e
 
comte
 de Tagliacozzo, seigneur de Marcellino, Vicovaro, Bardella et Cantalupo; 
     │ ∞ Matteuccia Orsini, fille de Riccardo des seigneurs de Montegiordano
     │ ∞ Sabella o Sabelluccia da Marzano, fille de Riccardo, seigneur de Marzano
     │
     └─> 
Francesco
 (+1359), seigneur de Nerola, Pacentro et Vicovaro; 
         │ ∞ Giovanna Caracciolo
         │
         └─> 
Giovanni
 (+1393), seigneur de Nerola, Marcellino, Vicovaro, Cantalupo, Bardella, Pacentro, Montemaggiore, Montelibretti et Scandriglia,
             │   sénateur romain, seigneur de Selci et Lamentana (1368), 
             │ ∞ Bartolomea Spinelli, fille de 
Nicola 
1
er
 
comte
 de Gioia
 
             │
             ├─> Francesco ────>  
lignée de Gravina

             │
             ├─> 
Giordano
 (+1438), archevêque de Naples, cardinal,
             │
             ├─> Orsino (+ 1456), seigneur de Somma et de Montelibretti,
             │
             └─> 
Carlo
 (+ 1445), investi de Bracciano, seigneur de Pacentro, Lamentana, Fornello, Scrofano, Selci, Campagnano et Trevignano, Pozzuoli.
                 │ ∞ Paola Gironima Orsini des comtes de Tagliacozzo
                 │
                 └─> 
Napoleone
 (+ 1480 ; son frère aîné 
Roberto Orsini
 est le père d'
Alfonsina
, la grand-mère paternelle de 
Catherine de Médicis
), seigneur de Bracciano, 
7
e
 
comte
 de Tagliacozzo et Albe, baron de Cerbara (1456), 
                     │ ∞ Francesca Orsini, fille de Orso, seigneur de Monterotondo 
                     │
                     └─> 
Gentil Virginio
 (+ empoisonné 1497), 
8
e
 
comte
 de Tagliacozzo et Albe, baron de Corbara, seigneur de Bracciano, 
                         │ ∞ Isabella Orsini, fille de Raimondo 
1
er
 
prince
 de 
Salerne

                         │
                         └─> 
Gian Giordano
 (+ 1517), 
9
e
 
comte
 de Tagliacozzo e Albe, seigneur de Bracciano, 
                             │ ∞ (1) Maria Cecilia d’Aragon, fille naturelle de 
Ferdinand 
I
er
 roi de Naples
                             │ ∞ (2) 
Felice della Rovere
, fille naturelle du pape 
Jules II

                             │
                             ├─> (ex 1) Napoleone (+ assassiné par son demi-frère Girolamo 1533), 
                             │
                             ├─> ...
                             │
                             └─> (ex 2) 
Girolamo
 (+ 1545), seigneur de Bracciano,
                                 │ ∞ Francesca Sforza, fille de Bosio II, comte de San Fiora et de 
Costanza Farnèse
.
                                 │
                                 └─> Don 
Paolo Giordano I
 (1541-1585), 
1
er
 
duc de Bracciano
, 
1
er
 
marquis
 dell’Anguillara 
                                     │ ∞ (1) 
Isabelle de Médicis
, princesse de Toscane, fille de 
Cosimo I
, grand-duc de Toscane 
                                     │
                                     └─> Don 
Virginio
 (1572-1615), 
2
e
 
marquis
 dell’Anguillara; 
2
e
 
duc
 de Bracciano, 
                                         │ ∞ 
Flavia Peretti Damasceni
, fille de Fabio Peretti, noble romain
                                         │
                                         ├─> Don 
Paolo Giordano II
 (1591-1646), 
3
e
 
marquis
 dell’Anguillara; 
3
e
 
duc
 de Bracciano,
                                         │ ∞ Princesse 
Maria Isabella Appiano d’Aragon de Piombino
, marquise de Populonia, fille du prince Alessandro I (certainement une descendante de 
Ferdinand Ier
, en tout cas d'
Alphonse V
)
                                         │
                                         ├─> Prince évêque Don 
Alessandro
 (1593-1626), cardinal
                                         │
                                         │
                                         └─> Prince Don 
Ferdinando
 (+1660), 
4
e
 
duc
 de Bracciano,
                                             │ ∞ Donna Giustiniana Orsini, fille héritière de Don Giovanni Antonio, 
1
er
 
prince
 de Scandriglia, 
2
e
 
duc
 de San Gemini, comte de Nerola
                                             │
                                             ├─> Prince Don 
Virginio
 (1615-1676), cardinal
                                             │
                                             └─> Prince 
Don Flavio I
 (1620-1698), 
1
er
 
prince
 de 
Nerola
 (1642), 
4
e
 
marquis
 dell’Anguillara (1646), 
5
e
 
duc
 de Bracciano, 
5
e
 
duc
 de San Gemini, 
                                                ∞ (1) Donna Ippolita Ludovisi, fille d'Orazio Ludovisi, sœur de 
Don Niccolò
, duc de Fiano et veuve de Don Giorgio Aldobrandini, 
2
e
 
prince
 de Sarsina ;
                                                ∞ (2) 
Anne-Marie de La Trémoille
 (dite 
la princesse des Ursins
), fille de 
Louis II
, duc de Noirmoutier
```

### La lignée Gravina
La lignée Gravina, du nom d'une ville des Pouilles, est la seule lignée Ursinis qui soit parvenue jusqu'à nos jours. Elle descend de Francesco (mort en 1456), un fils de Giovanni de Bracciano. La plus grande partie de son fief se situait dans le Nord du Latium, mais entra dans l'orbite de Naples lorsqu'il fut appelé par Sergianni Caracciolo pour lutter contre les troupes angevines, qu'il vainquit. Il obtint par le mariage le titre de comte de Gravina. Il fut fait Duc de Gravina par le roi Alphonse, titre définitivement assigné à son fils Giacomo (mort en 1472), auquel avaient été ajoutés les comtés de Conversano, Campagna et Copertino. Deux des fils de Francesco, Marino (mort en 1471) et Giovani Battista (mort en 1476), furent respectivement archevêque de Tarente et Grand Maître des Chevaliers de Rhodes.

Armoiries du pape Benoît XIII.

Le quatrième duc, Francesco, fut étranglé par César Borgia en 1503. L'un de ses neveux, Flavio, fut nommé cardinal en 1565. Le cinquième duc, Ferdinando (mort en 1549) vit tous ses fiefs confisqués par les Espagnols, mais les récupéra après le paiement d'une rançon de 40 000 écus.

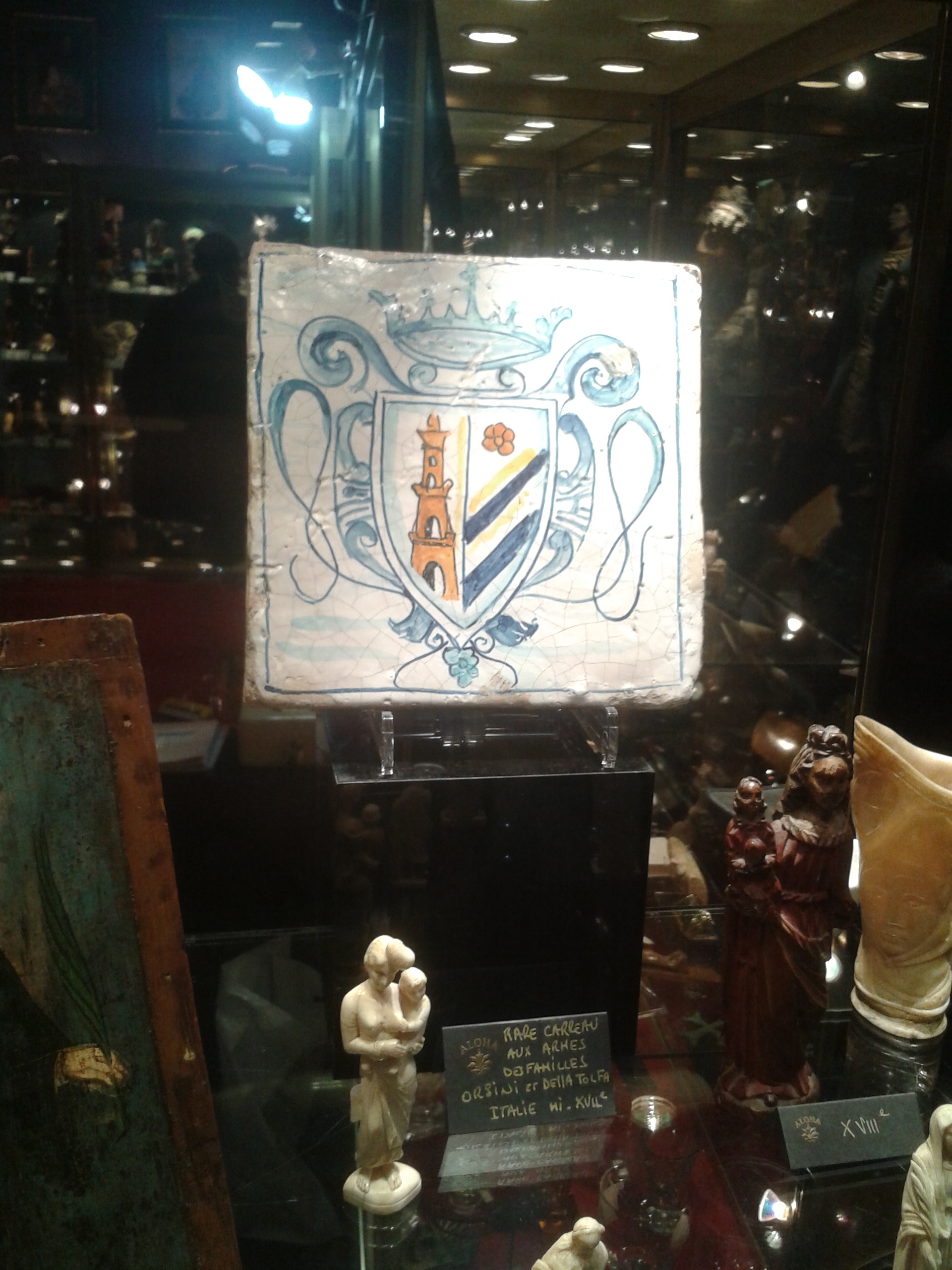
Emblème des Orsini et Della Tolfa du temps de Don Ferdinando "Ferrante" III, au milieu du XVIIe siècle. À noter : les bandes de gueules des armoiries traditionnelles sont ici remplacées par des bandes d'azur.

Après la mort sans héritier du duc Michele Antonio (mort en 1627), ses terres passèrent à son cousin Pietro Ursinis, comte de Muro Lucano (mort en 1641). Son neveu Pier Francesco, qui avait renoncé à la succession en faveur de son frère Domenico pour entrer dans l'ordre dominicain fut plus tard élu pape sous le nom de Benoît XIII.
Son successeur éleva le neveu de Benoît XIII, le prince Beroaldo Ursinis, à la charge de Prince Assistant au trône papal (titre conservé jusqu'en 1958), après que l'empereur Charles VI l'a déjà fait prince du Saint-Empire romain en 1724. Le dernier cardinal de la famille fut Domenico.
La famille déménagea à Rome au XVIIIe siècle, où le duc Domenico (1790-1874) épousa Maria Luisa Torlonia en 1823. En 1850 il fut ministre de la guerre et lieutenant général des armées du pape, et également sénateur de Rome.
Le prince Domenico Napoleone Orsini XXIIe Duc de Gravina - fils de Don Filippo (1920-1984) et Franca Bonacossi, le dernier de la famille à occuper la charge de Prince Assistant au Trône Pontifical - est l'actuel chef de la maison des Orsini. L'autre représentant de cette branche est son frère cadet Don Benedetto (n. 1956) prince de Vallata. Les héritiers de leur cousin le prince Raimondo Orsini d'Aragona (18.10.1931-24.03.2020) sont ses enfants légitimes Lelio et Luisa et le Dr. Emmanuel Bertounesque (n. 1957), son fils aîné naturel dont la filiation a récemment été établie lors d'une procédure de recherche de paternité (introduite par acte de citation).
```
Francesco
 (+ 1456), 
1
er
 
comte
 (1417), puis 
1
er
 
duc
 (1436) de Gravina,
 │ ∞ (1) Margherita della Marra, fille d'Eligio della Marra, seigneur de Serino et Barletta,
 │           veuve de Peretto d’Andrea, comte de Troia; 
 │ ∞ (2) Ilaria (Flavia) Scillato, seigneure de Ceppaloni, fille héritière d'Ugone Scillato, seigneur de Ceppaloni et Circello 
 │          veuve de Jacopo Antonio della Marra, seigneur de Serino.
 │
 └─>(ex 2)Giacomo, dit 
Jacobello
 (+ 1472), 
2
e
 
duc
 de Gravina, 
     │ ∞ Sveva Gaetani dell’Aquila, fille naturelle de Ruggero, co-seigneur de Sermoneta
     │
     └─>
Raimondo
 (+ 1488), 
3
e
 
duc
 de Gravina, 
         │ ∞ Giustiniana Orsini, fille de Lorenzo des seigneurs de Monterotondo 
         │
         └─>
Francesco
 (+ assassiné par 
César Borgia
 1503), 
4
e
 
duc
 de Gravina, 
             │ ∞ Maria Todeschini Piccolomini d’Aragon, fille d'Antonio 1 
Duca d’Amalfi
 et de 
Maria d’Aragona
 (* 1460 ca. + ?) 
             │
             └─>Don Ferdinando (
Ferrante
) (+ 1549), 
5
e
 
duc
 de Gravina, (un temps confisqué, mais racheté),
                 │ ∞ (1) Angela Branai Castriota, fille naturelle de Giovanni, 
2
e
 
duc
 de Ferrandina 
                 │ ∞ (2) Beatrice Ferrillo, fille héritière de Giovanni Alfonso, comte de Muro Lucano
                 │
                 ├─>...
                 │
                 ├─>(ex 2)Don 
Antonio
 (+ 1553), 
6
e
 
duc
 de Gravina, 
                 │    │ ∞ Donna Felicia Sanseverino d’Aragon, fille de Don Pietro Antonio, 
4
e
 
prince
 de Bisignano 
                 │    │
                 │    └─>Don 
Ferdinando II
 (1538-1583), 
7
e
 
duc
 de Gravina,
                 │        │ ∞ (1) Virginia della Rovere, princesse d'Urbino, fille du duc Guidobaldo II, 
                 │        │       veuve de Don Federico Borromeo, comte d'Arona;
                 │        │ ∞ (2) Donna Costanza Gesualdo, fille de Don Luigi IV, 
1
er
 
prince
 de Venosa 
                 │        │
                 │        ├─>(ex 2) Don 
Michele Antonio I
 (+ 1627), 
8
e
 
duc
 de Gravina,
                 │        │
                 │        └─>(ex 2) Donna Felice Maria (+ 1647), 
9
e
 
duchesse
 de Gravina (1627), 
                 │                  vend et renonce en faveur de son cousin 
Don Pietro
 
                 │
                 └─>(ex 2)Don Ostilio (1543-1579), seigneur de Solofra (1558)
                      │ ∞ (1) Donna Dianora Caracciolo, fille de Don Ferdinando, 
1
er
 
duc
 de Feroleto 
                      │ ∞ (2) Diana del Tufo, fille de Paolo, baron de Vallata et Vietri 
                      │
                      └─>(ex 2) Don 
Pietro Francesco
, dit 
Ducapatre
 (+ 1641), 
10
e
 
duc
 de Gravina.
                          │ ∞ Donna Dorotea Orsini, héritière de Solofra et Muro Lucano 
                          │
                          ├─>...
                          │
                          └─>Don Ferdinando III, dit 
Ferrante
 (1623-1658), 
11
e
 
duc
 de Gravina, 
2
e
 
prince
 de Solofra et plus tard de Galluccio.
                              │ ∞ Donna Giovanna Frangipani della Tolfa, fille de Don Carlo, 
2
e
 
duc
 de Grumo
                              │
                              ├─>Don 
Pietro Francesco
 (1649-1730), 
12
e
 
duc
 de Gravina, 
3
e
 
prince
 de Solofra et de Galluccio, élu pape 
Benoît XIII
 (1724).
                              │
                              └─>Don 
Domenico I
 (1652-1705), 
13
e
 
duc
 de Gravina, 
4
e
 
prince
 de Solofra, 
1
er
 
prince
 de Vallata (1674)
                                  │ ∞ (1) Donna Luigia Altieri, fille de Don Angelo Albertoni Altieri, prince de Rasina 
                                  │ ∞ (2) Donna Ippolita di Tocco, fille de Leonardo VI, seigneur d'Apice 
                                  │
                                  ├─>...
                                  │
                                  └─>(ex 2) Don 
Ferdinando Bernualdo Filippo
 (1685-1734), 
14
e
 
duc
 de Gravina, 
5
e
 
prince
 de Solofra, 
2
e
 
prince
 de Vallata, 
1
er
 
prince
 de Roccagorga (1724),
                                      │ ∞ (1) Donna Giovanna Caracciolo, fille de Don Giuseppe, 
3
e
 
prince
 de Torella 
                                      │ ∞ (2) Donna Giacinta Marescotti Ruspoli, fille de Don Francesco, 
1
er
 
prince
 de Cerveteri 
                                      │
                                      └─>(ex 2) Don 
Domenico II
 (1719-1789), 
15
e
 
duc
 de Gravina, 
6
e
 
prince
 de Solofra, 
3
e
 
prince
 de Vallata, 
2
e
 
prince
 de Roccagorga, 
                                          │ ∞ Princesse Donna Anna Paola Flaminia Odescalchi, fille du prince Don Baldassarre, duc de Bracciano 
                                          │
                                          └─>Don 
Filippo Bernualdo
 (Amedeo) (1742-1824), 
16
e
 
duc
 de Gravina, 
7
e
 
prince
 de Solofra, 
4
e
 
prince
 de Vallata, 
3
e
 
prince
 de Roccagorga, 
                                              │ ∞ Donna Maria Teresa Caracciolo, fille de Don Marino Francesco, 
7
e
 
prince
 d'Avellino 
                                              │
                                              └─>Don 
Domenico
 (1765-1790), prince de Solofra, 
                                                  │ ∞ Donna Faustina Caracciolo, fille de Don Giuseppe, 
6
e
 
prince
 de Torella 
                                                  │
                                                  └─>Don 
Domenico III
 (1790-1874), 
17
e
 
duc
 de Gravina, 
8
e
 
prince
 de Solofra, 
5
e
 
prince
 de Vallata, 
4
e
 
prince
 de Roccagorga, prince romain (1854), 
                                                      │ ∞ Donna Maria Luisa Torlonia, fille de Don Giovanni, duc de 
Poli
 et 
Guadagnolo
 
                                                      │
                                                      └─>Don 
Filippo
 (1842-1924), 
18
e
 
duc
 de Gravina, 
9
e
 
prince
 de Solofra, 
6
e
 
prince
 de Vallata, 
5
e
 
prince
 de Roccagorga, prince romain.
                                                          │ ∞ Giulia Comtesse Hoyos-Wenckheim, fille du comte Enrico 
                                                          │
                                                          └─>Don 
Domenico Napoleone
 (1868-1947), 
19
e
 
duc
 de Gravina, 
10
e
 
prince
 de Solofra, 
7
e
 
prince
 de Vallata, 
6
e
 
prince
 de Roccagorga, prince romain.
                                                              │ ∞ (1) Maria Domenica Varo, fille du comte Domenico, 
                                                              │ ∞ (2) Laura Schwarz (°1883- +), veuve du sénateur Rover.
                                                              │   
                                                              └─>(ex 1) Virginio (1892-1972), 
                                                                  │ ∞ Adele Pensa (1896-1979)
                                                                  │   
                                                                  └─>Filippo (1920-1984), 
                                                                      │ ∞ Francesca Romana Bonacossi, fille du marquis Taino Conte di Costa Bissara
                                                                      │   
                                                                      └─>Domenico Napoleone (°1948), 
                                                                          │ ∞ Martine Bernheim, fille du banquier Antoine Berheim 
                                                                          │   
                                                                          └─>Leontia (°1978),
                                                                              │ ∞ François-Xavier Diaz Ricard (°1971).
                                                                              │   
                                                                              └─>Inès Diaz Orsini (°2002)
                                                                              └─>Diego Paul Antoine Diaz Orsini (°2005).
```